# امامزاده (شاماخی)
امامزاده (ترکی آذربایجانی: İmamzadə türbəsi) مسجدی واقع در خیابان مرکزی «اماملی» شهرستان شماخی است. این پرستشگاه قدیم‌ترین مسجد در قلمرو جمهوری آذربایجان به حساب می‌آید. مسجد توسط وزارت فرهنگ جمهوری آذربایجان به عنوان یک بنای تاریخی و فرهنگی کشور به ثبت رسیده‌است.

## تاریخچه
عباس‌قلی آقا باکیخانف در کتاب «گلستان ارم» خود که در سال ۱۸۴۱ به نگارش درآورده، دربارهٔ این مسجد متزکر شده‌است: از لحاظ مختلف، باقی مانده‌های ویرانه یک روستا، و سه امامزاده در شهرهای برده، گنجه و شاماخی و همچنین امامزاده ای واقع در خیابان «بلبل» حکایت از آن دارد که این سرزمین همواره موطن پیشگامان مذهبی بوده‌است.
امامزاده بر روی آرامگاه «علامه سیدمحمد صالح‌المدرس»، یکی از پسران امام چهارم، امام زین العابدین ساخته شده‌است. افزون بر این، «سید میرمهدی آقا سیدعلی‌اوغلو» که برای مدت مدیدی آخوند این امامزاده بود، در سال ۱۹۱۱ در اینجا خاکسپاری شد. این پرستشگاه که قدمت آن به سال ۱۳۷۰ میلادی برمی‌گردد، بین سال‌های ۱۹۱۷–۱۹۱۹ بر اساس طرح زیوربیگ احمدبیگف، معمار شناخته شده آذربایجانی بازسازی شد. به‌طور کلی، حدس زده می‌شود که، امامزاده چند بار بر اثر بلایای طبیعی یا جنگ‌ها تهریب و مجدداً احداث شده‌است.
طی سال‌های ۱۹۹۳ تا ۲۰۰ به همت و ابتکار آخوند امامزاده، «حاج الشن رستم‌اف» بازسازی‌های همه‌جانبه در آن انجام شد. فضای این امامزاده گنجایش عبادت همزمان ۴۰۰ نفر را دارد. امامزاده دارای سه بخش همچون زیارتگاه (که در آنجا قبرهای «علامه سید محمد صالح المدرس» و «سید میرمهدی آقا سیدعلی‌اوغلو» قرار دارند)، عبادت‌گاه و حسینیه است.